# Праксидика (митология)
Вижте пояснителната страница за други значения на Праксидика.
Праксидике в древногръцката митология е богиня на съдебното наказание. Нейни дъщери са Арета, богиня на целомъдрието, и Хомоноя, богиня на съглашението. Има син, на име Ктес, бог на семейството.
Тя понякога се отъждествява с Дике, богинята на справедливостта. В орфическите химни се идентифицира с Персефона.